# Necropoli di Marchianna
La necropoli di Marchianna o Marchiana è un sito archeologico di epoca neolitica e calcolitica, situato nel comune di Villaperuccio, nella provincia del Sulcis Iglesiente.
Il sito si trova sul fianco di una collina, a poco più di 1 km di distanza dal lago artificiale di Monte Pranu, ed è composto da alcune decine di domus de janas, tombe ipogeiche scavate nella roccia. Al loro interno sono stati rinvenute testimonianze delle culture archeologiche della Sardegna prenuragica, tra cui frammenti fittili collegabili alla cultura del vaso campaniforme.